# Serginho Groisman
Serginho Groisman (São Paulo, 1950. június 29. –) romániai és lengyelországi zsidó származású brazil televízióműsor-vezető, újságíró és festőművész. Az Altas Horas talkshow házigazdája.

## Családja
Édesapja Romániából, édesanyja Lengyelországból származott. Számos rokona meghalt a holokausztban.